# Szympans zwyczajny
Szympans zwyczajny (Pan troglodytes) – gatunek ssaka naczelnego z podrodziny Homininae w obrębie rodziny człowiekowatych (Hominidae), jeden z dwóch gatunków szympansów, hominidów najbliżej spokrewnionych z rodzajem Homo. Do niedawna nazywany szympansem. Dopiero po odkryciu drugiego, blisko z nim spokrewnionego i nieco mniejszego bonobo, czyli szympansa karłowatego przyznano mu epitet zwyczajny dla odróżnienia od nazwy rodzajowej szympans (Pan).

## Zasięg występowania
Szympans zwyczajny występuje w Afryce Zachodniej, Środkowej i Wschodniej zamieszkując w zależności od podgatunku:
- P. troglodytes troglodytes – szympans zwyczajny – południowo-wschodni Kamerun (na południe od rzeki Sanaga), południowo-zachodnia Republika Środkowoafrykańska, Demokratyczna Republika Konga (na zachód od rzek Kongo/Ubangi), Gwinea Równikowa, Gabon, północne Kongo i północna Angola (prowincja Kabinda).
- P. troglodytes ellioti – szympans krzepki – południowo-wschodnia Nigeria oraz zachodni i środkowy Kamerun.
- P. troglodytes schweinfurthii – szympans wschodni – wschodnia Republika Środkowoafrykańska, południowo-zachodni Sudan Południowy, północna i wschodnia Republika Demokratyczna Konga, zachodnia Uganda, Rwanda, Burundi i zachodnia Tanzania.
- P. troglodytes verus – szympans długowłosy – południowy Senegal, południowo-zachodnie Mali, Gwinea Bissau, Gwinea, Sierra Leone, Liberia, Wybrzeże Kości Słoniowej, Ghana i południowo-zachodnia Nigeria; wytępiony w Gambii i prawdopodobnie w Burkina Faso, Togo i Beninie.

## Taksonomia
Gatunek po raz pierwszy naukowo opisał w 1775 roku niemiecki przyrodnik Johann Friedrich Blumenbach nadając mu nazwę Simia troglodytes. Holotyp pochodził z Mayoumba, w Gabonie lub Angoli. 
Istnieje kilka różnic morfologicznych między czterema, nieco źle zdefiniowanymi podgatunkami, ale analizy mtDNA wskazują, że różnią się one od siebie. Autorzy Illustrated Checklist of the Mammals of the World rozpoznają cztery podgatunki.

### Etymologia
- Pan: w mitologii greckiej Pan (gr. Παν Pan, łac. Pan) był bogiem lasów, pasterzy i ich stad[47].
- troglodytes: gr. τρωγλοδυτης trōglodutēs „mieszkaniec jaskiń, nor, jam”, od τρωγλη trōglē „jaskinia”, od τρωγω trōgō „gryźć, chrupać”; -δυτης -dutēs „nurek”, od δυω duō „nurkować”[48].
- ellioti: Daniel Giraud Elliot (1835–1915), amerykański przyrodnik[49].
- schweinfurthii: Georg August Schweinfurth (1836–1925), niemiecki botanik, podróżnik i etnolog[50].
- verus: łac. verus „prawdziwy, autentyczny”[51].

## Morfologia
Długość ciała samic {bez ogona} 70–91 cm, samców 71–96 cm; masa ciała samic 20–50 kg, samców 28–70 kg (w niewoli do ponad 90 kg). Wzór zębowy: I {\displaystyle {\tfrac {2}{2}}} C {\displaystyle {\tfrac {1}{1}}} P {\displaystyle {\tfrac {2}{2}}} M {\displaystyle {\tfrac {3}{3}}} (x2) = 32.

## Ekologia

### Tryb życia
Wykazuje duże zdolności przystosowawcze do warunków panujących w różnych habitatach. Żyje w dżunglach, na suchych sawannach, bagnach oraz w górskich lasach. Najliczniej obecnie występujący przedstawiciel szympansów. Szympans zwyczajny prowadzi nadrzewny i naziemny tryb życia. Na ziemi spędza od 20-50% swojego czasu. Potrafi poruszać się w postawie dwunożnej, choć woli podpierać się zgiętymi palcami ręki, podobnie jak to robią goryle. Aktywny w ciągu dnia, noce spędza w koronie drzew w specjalnie do tego celu budowanych gniazdach-posłaniach. Posłania są jednorazowe, każdego wieczoru szympans buduje nowe. Połowę dnia spędza na jedzeniu, pozostałą część zajmują mu wędrówki w poszukiwaniu kolejnego źródła pokarmu oraz dzienna drzemka.
W warunkach naturalnych długość życia szympansów zwyczajnych mieści się w granicach 40-45 lat. W niewoli notowano przypadki starszych osobników.

### Struktury społeczne
Szympansy uważane są za zwierzęta wysoce uspołecznione. Wielopokoleniowe stada szympansów liczą od 25-80 osobników zajmujących dość stabilny areał o powierzchni od 5-20 km². Stada sąsiadujące ze sobą stykają się ze sobą, wspólnie wędrują, a nawet jednocześnie korzystają z tego samego źródła pożywienia bez okazywania wzajemnej agresji. Grupa, która znajduje pożywienie, oznajmia ten fakt pozostałym osobnikom poprzez głośne nawoływanie i uderzanie kijami w pnie drzew. W odróżnieniu od większości innych zwierząt migracje pomiędzy stadami dotyczą samic, a nie samców.
W kontaktach interpersonalnych duże znaczenie mają gesty, dotyk i rytuały wzajemnej pielęgnacji. Władzę w grupie sprawuje dominujący samiec, zwany niekiedy samcem alfa, który obejmuje panowanie po serii walk stoczonych z konkurencyjnymi samcami. Panuje on na ogół przez kilka lat, do chwili, gdy ulegnie następnemu samcowi pretendującemu do tej roli. Wszystkie samce mają ściśle określony status, rangę, która dokładnie plasuje ich w hierarchii i wyznacza kolejność, w jakiej mogą korzystać z wszelkich przywilejów w obrębie grupy, a zwłaszcza z dostępu do samic. 
Okres rui sygnalizowany jest u samic charakterystycznym pokaźnym obrzmieniem i zaróżowieniem okolicy sromowej. Występuje niekiedy zwyczaj zawierania czegoś w rodzaju czasowego „małżeństwa”, które polega na tym, że samiec uprowadza aktywną seksualnie samicę na kilka dni w odosobnione miejsce i cieszy się w tym czasie wyłącznością kopulacji. Także samice obejmuje ścisła hierarchia, która wyraża stopień atrakcyjności seksualnej, a tym samym kolejność, w jakiej będą one pozostawały w sferze zainteresowania najwyższych kolejno rangą samców. Atrakcyjność seksualna zależy od statusu ich matek oraz liczby odchowanego potomstwa.

### Polowania
Szympansy wspólnie polują na inne zwierzęta. Zwykle zajmują się tym samce, ale zaobserwowano również przypadki udziału samic w polowaniu. Przyjmują przy tym różne techniki polowań. W trakcie pościgu zachowują się bardzo cicho.

### Rozród
Po ciąży trwającej 220-245 dni samica rodzi jedno, rzadko dwoje młodych. Młode pozostają przy matce do ok. 4-5 roku życia. Dojrzewają ok. 9 roku życia. Więzi pomiędzy samicą a jej potomstwem są podtrzymywane jeszcze długo po odstawieniu młodych od matki.

### Pożywienie
Jest zwierzęciem wszystkożernym. Je głównie rośliny, od czasu do czasu owady (termity, mrówki) lub mięso. Zabija i zjada małe i średniej wielkości ssaki, w tym młode pawiany, a czasem inne małpy.

### Komunikacja
Społeczności szympansów wypracowały bogaty system komunikowania się (van Lewick-Goodall, 1968, 1974). Porozumiewają się za pomocą złożonych sygnałów zbudowanych z gestów, dźwięków, postawy i ruchów ciała oraz bogatej mimiki.

## Kultura materialna
Potrafią posługiwać się narzędziami. Zachodnioafrykański Pan troglodytes verus wytwarza rodzaj prymitywnej dzidy, poprzez zaostrzenie zębami gałęzi, którą następnie wykorzystuje do zabijania drobnych zwierząt ukrywających się w dziuplach. Narzędzie tego rodzaju jest jednorazowe, po użyciu jest wyrzucane.
W dwóch zachodnioafrykańskich regionach (Bossou w Gwinei i Park Narodowy Taï w Wybrzeżu Kości Słoniowej) udokumentowane są narzędzia kamienne wykorzystywane przez szympansy. Narzędzia wykorzystywane są do łupania orzechów.

## Zagrożenia
Wszystkie podgatunki szympansa zwyczajnego narażone są na wyginięcie. Populacje zachodnioafrykańskie są rozproszone i stosunkowo małe, przez co podatne na zagrożenia. Podgatunki występujące w środkowym i wschodnim obszarze występowania całego gatunku są często celem polowań. Jedynie w kilku dużych parkach narodowych (m.in. w Tanzanii) objęte są zadowalającą ochroną, ale nawet w największych parkach lokalne populacje nie przekraczają tysiąca osobników.
Badaniem szympansów zajmowali się m.in.: Jane Goodall, K. Izawa i Kenji Kawanaka.

## Filatelistyka
Poczta Polska wyemitowała 21 sierpnia 1972 r. znaczek pocztowy przedstawiający głowę szympansa zwyczajnego o nominale 1,35 zł, w serii Zwierzęta ZOO. Druk w technice offsetowej na papierze kredowym. Autorem projektu znaczka był Janusz Grabiański. Znaczek pozostawał w obiegu do 31 grudnia 1994 r..